# Ski Mask, the Slump God
Ski Mask, the Slump God, nome artístico de Stokeley Clevon Goulbourne (Condado de Broward, 18 de abril de 1996, Flórida), é um rapper e compositor norte-americano da Flórida, que ficou conhecido pelas canções "Where's the Blow!"e "Take a Step Back", ambas presentes em sua mixtape You Will Regret (2017). Inicialmente, ele ganhou fama junto com o falecido rapper XXXTentacion com o álbum Members Only.

## Juventude
Stokeley Clevon Goulborne nasceu em 18 de abril de 1996 em Fort Lauderdale, Flórida. Ele tem descendência jamaicana.
Goulborne cresceu escutando artistas como Busta Rhymes, Missy Elliot, Wu-Tang Clan, e Lil Wayne, entre outros rappers. Ele discursou que seus pais frequentemente ouviam música jamaicana em casa. O pai de Stokeley—um rapper que levava o nome de "Sin City"— frequentemente forçava o filho a escrever suas próprias músicas. Em 2013, Goulborne foi levado para um centro de detenção juvenil pela posse de 10 gramas de maconha, de valor aproximado de 10 dólares. Durante sua permanência, conheceu o outro rapper XXXTentacion. Eles viraram amigos e fizeram colaborações em muitas músicas após suas saídas da detenção.

## Biografia

### Carreira
Após a saída da detenção, Ski começou um grupo de rap chamado "Very Rare". Mas logo depois em carreira solo, Ski lançou sua primeira música "Catch Me", e um tempo depois lançou o álbum Members Only Vol. 1 junto com XXXTentacion. Realizando os primeiros shows em Miami. Em seguida lançou o álbum Members Only Vol. 2 novamente com X, que chegou aos ouvidos do rapper Denzel Curry que logo o estendeu a mão para o divulgá-lo para grande mídia. Logo depois disso, XXXTentacion fez uma entrevista  No Jumper, falando do trabalho do Ski, a partir desse evento, ambos ganharam fama nacional. Em maio de 2016, Ski lançou sua primeira mixtape solo, Drown-in-Designer gerando gigantescos sucessos como "Where's the Blow!" e "Take a Step Back", uma de suas maiores músicas até o momento. Atualmente Ski gera uma média de um milhão de plays por semana no site de streaming SoundCloud. Ski está prestes a lançar seu primeiro álbum comercial pela Universal Music Group.

## Estilo musical
Stokeley relatou que sua produção musical foi majoritariamente influenciada por Busta Rhymes, Missy Elliot e Chief Keef. Goulborne também confessou que ele não tem nenhuma referência musical central. "Eu escuto todos os gêneros: rap, rock, clássico, heavy metal... Eu escuto Adele de vez em quando também".

## Discografia

### Mixtapes
- "Members Only - vol. 1"
- "Members Only - vol. 2"
- "Drown-in-Designer"
- ''Members Only - vol. 3''
- ''Members Only, Vol. 4''

### Álbuns de estúdio
- "YouWillRegret"[14]
- ''BEWARE THE BOOK OF ELI''[15]
- ''Stokeley''[16]

#### EPs
- ''Very Rare Lost Files''
- "Cruel World"
- "Slaps For My Drop Top Minivan"
- "Get Dough Presents Ski Mask the Slump God"
- "Bury All Defeated" (com iLL Chris")
- "Archives"
- "STOKELEY: The Party Cuts"
- "STOKELEY: The Lawless Cuts"

### Singles
- "Where's the Blow!" (ft. Lil Pump)
- "Take a Step Back" (ft. XXXTentacion)
- ''The Human Centipede''
- "Babywipe"
- "Catch Me Outside"
- ''Nationwide''
- ''ILoveYourAunt (ft. A$AP Ferg )''
- ''La La''
- ''Faucet Failure''
- "Carbonated Water"
- "Burn the Hoods"[17]